# Лучицька Анжеліна Болеславівна
Анжелі́на Болесла́вівна Лучи́цька (Лучицька-Назарова; нар. 10 (23) серпня 1900, Баку — пом. 1 вересня 1987, Чернігів) — українська театральна акторка, заслужена артистка УРСР (1949).

## Життєпис
В дитинстві Ганна (Анжеліна) навчалась у Слов'янську в пансіоні мадам Гарве.
Сценічну діяльність розпочала в театральній трупі свого батька — Болеслава Оршанова-Лучинського.
1920-х років виступала в Ічні, Тростянці, Бурині.
1938—1959 — актриса Ніжинського українського музично-драматичного театру ім. М. Коцюбинського. Була співзасновницею цього театру разом із братом Б. Лучинським і чоловіком Ю. Назаровим.
В роки Другої світової війни виступала перед військовими у шпиталях, на вокзалах, перед трудовими колективами.
1959—1963 — актриса Чернігівського українського музично-драматичного театру ім. Т. Шевченка.

## Ролі
- Анна («Украдене щастя» І. Франка)
- Баронеса («Княжна Вікторія» Я. Мамонтова)
- Ганна Петрівна, Проня Прокопівна («Не судилось», «За двома зайцями» М. Старицького)
- Джессі («Російське питання» К. Симонова)
- Кручиніна («Без вини винні» О. Островського)
- Леокардія Львівна («Дочка прокурора» Ю. Яновського)
- Ліда, Наталія Ковшик («Платон Кречет», «Калиновий гай» О. Корнійчука)
- Любов Ярова («Любов Ярова» К. Треньова)
- Наталя («Лимерівна» Панаса Мирного)
- Онисія («Влада темряви» Л. Толстого)
- Софія («Останні» М. Горького)
- Фрау Мільх («Під Золотим орлом» Я. Галана)

## Родина
Батько — Оршанов-Лучицький Болеслав Людвикович, актор і режисер. Дід — Лучицький Людвик Тимофійович, антрепренер. Тітка — Лучицька Катерина Людвиківна, актриса. Брат — Лучицький Борис Болеславович, актор і режисер, народний артист УРСР. Дядько — Лучицький-Данченко Владислав Людвикович, актор і режисер. Чоловіки: Юрій Володимирович Назаров (співзасновник Ніжинського театру) і Тось Володимир Федотович (директор Чернігівського театру). Син — Володимир Юрійович Назаров.